# Bez zobowiązań
Bez zobowiązań (ang. Once Is Not Enough) – amerykański melodramat z 1975 roku sfilmowany na podstawie powieści Bez zobowiązań Jacqueline Susann.

## Opis fabuły
Mike Wayne jest producentem filmowym, który samotnie wychowuje córkę. W końcu żeni się, ale potem okazuje się, że jego żona jest biseksualistką. A jego córka jednocześnie uwodzi młodego playboya i miejscowego scenarzystę.

## Obsada
- Kirk Douglas – Mike Wayne
- Alexis Smith – Deidre Milford Granger
- David Janssen – Tom Colt
- George Hamilton – David Milford
- Melina Mercouri – Karla
- Gary Conway – Hugh Robertson
- Brenda Vaccaro – Linda Riggs
- Deborah Raffin – January

i inni

## Nominacje i nagrody
Oscary za rok 1975
- Najlepsza aktorka drugoplanowa - Brenda Vaccaro (nominacja)

Złote Globy 1975
- Najlepsza aktorka drugoplanowa - Brenda Vaccaro